# Saison WNBA 2002
Navigation
Saison 2001 Saison 2003
La saison WNBA 2002 est la 6e saison de la WNBA. La saison régulière se déroule du 25 mai 2002 au 13 août 2002. Les playoffs commencent le 15 août 2002 et se terminent le 31 août 2002, avec le dernier match des finales WNBA remporté par les Sparks de Los Angeles aux dépens du Liberty de New York 2 manches à 0.
Les Sparks remportent leur deuxième titre consécutif de champion WNBA.

## Faits notables
- Le All-Star Game 2002 se déroule au MCI Center à Washington. Les All-Stars de l'Ouest l'emportent sur les All-Stars de l'Est 81-76. Lisa Leslie est élue MVP.
- Le premier choix de la draft, qui se tient le 20 avril 2002, est Sue Bird, sélectionnée par le Storm de Seattle.

## Classement de la saison régulière

### Par conférence
V = victoires, D = défaites, PCT = pourcentage de victoires, GB = retard (en nombre de matchs)
| Équipe                | V  | D  | PCT. | GB |
| --------------------- | -- | -- | ---- | -- |
| Liberty de New York   | 18 | 14 | 56,2 | -  |
| Sting de Charlotte    | 18 | 14 | 56,2 | -  |
| Mystics de Washington | 17 | 15 | 52,9 | 1  |
| Fever de l'Indiana    | 16 | 16 | 50,0 | 2  |
| Miracle d'Orlando     | 16 | 16 | 50,0 | 2  |
| Sol de Miami          | 15 | 17 | 46,9 | 3  |
| Rockers de Cleveland  | 10 | 22 | 31,2 | 8  |
| Shock de Détroit      | 9  | 23 | 28,1 | 9  |

| Équipe                 | V  | D  | PCT. | GB |
| ---------------------- | -- | -- | ---- | -- |
| Sparks de Los Angeles  | 25 | 7  | 78,1 | -  |
| Comets de Houston      | 24 | 8  | 75,0 | 1  |
| Starzz de l'Utah       | 20 | 12 | 62,5 | 5  |
| Storm de Seattle       | 17 | 15 | 53,1 | 8  |
| Fire de Portland       | 16 | 16 | 50,0 | 9  |
| Monarchs de Sacramento | 14 | 18 | 43,8 | 11 |
| Mercury de Phoenix     | 11 | 21 | 34,4 | 14 |
| Lynx du Minnesota      | 10 | 22 | 31,3 | 15 |

| Qualifié pour les playoffs |

## Playoffs
|  | Premier tour     | Premier tour          | Premier tour |                       |   | Finales de Conférence | Finales de Conférence | Finales de Conférence |  |  | Finales WNBA | Finales WNBA        | Finales WNBA |
|  |                  |                       |              |                       |   |                       |                       |                       |  |  |              |                     |              |
|  | 1                | Liberty de New York   | 2            |                       |   |                       |                       |                       |  |  |              |                     |              |
|  | 4                | Fever de l'Indiana    | 1            |                       |   |                       |                       |                       |  |  |              |                     |              |
|  | 4                | Fever de l'Indiana    | 1            |                       | 1 | Liberty de New York   | 2                     |                       |  |  |              |                     |              |
|  | Conférence Est   |                       |              |                       | 1 | Liberty de New York   | 2                     |                       |  |  |              |                     |              |
|  |                  |                       | 3            | Mystics de Washington | 0 |                       |                       |                       |  |  |              |                     |              |
|  | 2                | Sting de Charlotte    | 3            | Mystics de Washington | 0 | 0                     |                       |                       |  |  |              |                     |              |
|  | 2                | Sting de Charlotte    |              |                       |   | 0                     |                       |                       |  |  |              |                     |              |
|  | 3                | Mystics de Washington | 2            |                       |   |                       |                       |                       |  |  |              |                     |              |
|  |                  |                       |              |                       |   |                       |                       |                       |  |  | E1           | Liberty de New York | 0            |
|  |                  |                       | O1           | Sparks de Los Angeles | 2 |                       |                       |                       |  |  |              |                     |              |
|  | 1                | Sparks de Los Angeles | 2            |                       |   |                       |                       |                       |  |  |              |                     |              |
|  | 4                | Storm de Seattle      | 0            |                       |   |                       |                       |                       |  |  |              |                     |              |
|  | 4                | Storm de Seattle      | 0            |                       | 1 | Sparks de Los Angeles | 2                     |                       |  |  |              |                     |              |
|  | Conférence Ouest |                       |              |                       | 1 | Sparks de Los Angeles | 2                     |                       |  |  |              |                     |              |
|  |                  |                       | 3            | Starzz de l'Utah      | 0 |                       |                       |                       |  |  |              |                     |              |
|  | 2                | Comets de Houston     | 3            | Starzz de l'Utah      | 0 | 1                     |                       |                       |  |  |              |                     |              |
|  | 2                | Comets de Houston     |              |                       |   | 1                     |                       |                       |  |  |              |                     |              |
|  | 3                | Starzz de l'Utah      | 2            |                       |   |                       |                       |                       |  |  |              |                     |              |

## Leaders de la saison régulière

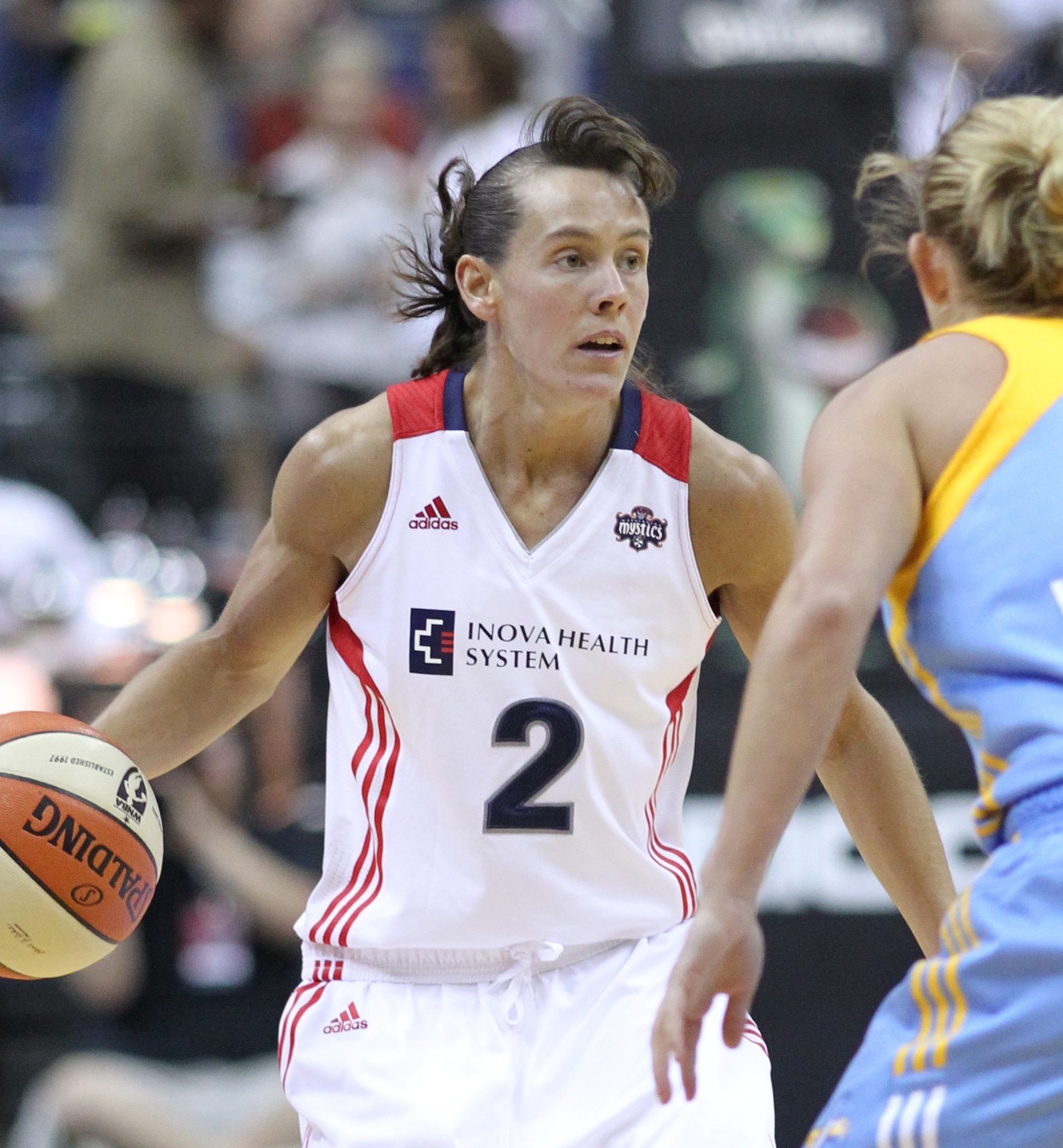
Kelly Miller, joueuse la plus adroite derrière la ligne des trois points.

| Catégorie                  | Joueur             | Équipe                 | Statistiques |
| -------------------------- | ------------------ | ---------------------- | ------------ |
| Points par match           | Chamique Holdsclaw | Mystics de Washington  | 19,9         |
| Rebonds par match          | Chamique Holdsclaw | Mystics de Washington  | 11,6         |
| Passes décisives par match | Ticha Penicheiro   | Monarchs de Sacramento | 8,0          |
| Interceptions par match    | Tamika Catchings   | Fever de l'Indiana     | 2,9          |
| Contres par match          | Małgorzata Dydek   | Starzz de l'Utah       | 3,6          |
| % aux tirs                 | Alisa Burras       | Fire de Portland       | 62,9 %       |
| % aux lancers francs       | Sue Bird           | Storm de Seattle       | 91,1 %       |
| % à 3 points               | Kelly Miller       | Sting de Charlotte     | 47,1 %       |

## Récompenses individuelles
| - Meilleure joueuse de la saison : - Meilleure joueuse des Finales : - Rookie de l'année : - Meilleure défenseure de la saison : - Meilleure progression : - Entraîneur de l'année : - Trophée Kim Perrot de la sportivité : | Sheryl Swoopes (Comets de Houston) Lisa Leslie (Sparks de Los Angeles) Tamika Catchings (Fever de l'Indiana) Sheryl Swoopes (Comets de Houston) Coco Miller (Mystics de Washington) Marianne Stanley (Mystics de Washington) Jennifer Gillom (Mercury de Phoenix) |

| - All-WNBA First Team : F Sheryl Swoopes (Comets de Houston) F Tamika Catchings (Fever de l'Indiana) C Lisa Leslie (Sparks de Los Angeles) G Mwadi Mabika (Comets de Houston) G Sue Bird (Storm de Seattle) | - All-WNBA Second Team : F Tina Thompson (Comets de Houston) F Chamique Holdsclaw (Mystics de Washington) G Tari Phillips (Liberty de New York) G Katie Smith (Lynx du Minnesota) G Shannon Johnson (Miracle d'Orlando) |